# Calletaera sabulosa
Calletaera sabulosa är en fjärilsart som beskrevs av W. Warren 1895. Calletaera sabulosa ingår i släktet Calletaera och familjen mätare. Inga underarter finns listade i Catalogue of Life.